# جسر الألفية
جسر الألفية (بالتترية:Милленниум күпере، (بالروسية: Мост Милленниум) هو جسر معلق بكابل يمتد عبر نهر كازانكا، في قازان، روسيا. ترجع تسمية الجسر من الذكرى السنوية الألف لقازان، التي احتفل بها على نطاق واسع في عام 2005 ووبوابته ذات شكل حرف M.
بدأ بناء الجسر في عام 2004، وكان الجزء الأول جاهزًا في عام 2005 والجزء الثاني في عام 2007. كانت تكلفة البناء حوالي 94 مليون يورو.
يبلغ طول الجسر 835 مترًا (2740 قدمًا). الجزء الرئيسي من هذا الجسر هو البوابة التي يبلغ طولها 45 مترًا والتي تتخذ شكل الحرف M. يحتوي الطريق على ثلاثة ممرات مرورية وممر للمشاة في كل اتجاه. يربط الجسر بين حديقة جوركي وشارع فاتح اميرخان.